# Roger Hällhag
Roger Hällhag, född 14 september 1962 i Lundby församling i Göteborg, är en svensk socialdemokratisk politiker och författare med internationell inriktning.
Efter studier vid Lundby gymnasium i Göteborg och Handelshögskolan i Stockholm samt förtroendeuppdrag inom Sveriges elevers centralorganisation (SECO) / Elevorganisationen i Sverige tjänstgjorde han 1989-1991 som internationell sekreterare för Sveriges socialdemokratiska ungdomsförbund (SSU). 1991 valdes han till ordförande i Socialistiska ungdomsinternationalen (engelska: International Union of Socialist Youth, IUSY), en post han behöll till 1995. Från september 1995 till januari 1998 var han biträdande internationell sekreterare för Sveriges socialdemokratiska arbetareparti (SAP). Han har senare arbetat bland annat som politisk rådgivare i statsrådsberedningen. Han har mellan 1982 och 2008 medverkat i antologier rörande förhållandet mellan Sverige/svensk socialdemokrati och andra länder.